# Grobowiec Askii
Grobowiec Askii (fr. Tombeau des Askia) – budowla w kształcie piramidy z cegły suszonej w Gao w Mali, przypuszczalne miejsce pochówku Muhammada I Turego (Askii), założyciela średniowiecznego afrykańskiego królestwa Songhaj. Budowla wraz z przyległym kompleksem dwóch meczetów, cmentarza i placu zgromadzeń została w 2004 roku wpisana na listę światowego dziedzictwa UNESCO. Od 2012 roku znajduje się na liście obiektów zagrożonych ze względu na trwający konflikt w Mali.
Grobowiec uchodzi za jeden z najlepszych przykładów glinianych budowli w tradycyjnym stylu budownictwa strefy Sahelu. Mierzy 17 metrów wysokości, co czyni go najwyższą przedkolonialną budowlą w regionie.